# مورتن غرين
مورتن غرين (بالدنماركية: Morten Green)‏ (و. 1981  م) هو لاعب هوكي الجليد، من الدنمارك، يلعب [[مهاجم (كرة القدم)|كمهاجم ‏]][لغات أخرى]‏.

## روابط خارجية
- مورتن غرين على موقع EliteProspects.com (الإنجليزية)
- مورتن غرين على موقع Eurohockey.com (الإنجليزية)
- مورتن غرين على موقع HockeyDB.com (الإنجليزية)